# Американо-мьянманские отношения
Американо-мьянманские отношения — двусторонние дипломатические отношения между США и Мьянмой. 

## История
В ноябре 2010 года в Мьянме прошли впервые прошли демократические выборы после шестидесяти лет военного правления. При президенте Тейн Сейне правительство Бирмы инициировало проведение ряда политических и экономических реформ, которые привели к существенным переменам в жизни этой страны после длительного периода изоляции. Эти реформы включали в себя: освобождение многих политических заключённых, соглашение о прекращении огня с 12 из 13 крупных негосударственных вооружённых группировок, большую свободу прессе, проведение парламентских довыборов в 2012 году (про-демократическая партия под лидерством Аун Сан Су Чжи заняла большинство мест в парламенте). Администрация Барака Обамы признала позитивные демократические перемены в Мьянме и начала стимулировать дальнейшее реформирование системы в этой стране. Руководящие принципы этой поддержки: поддерживать политические и экономические реформы в Мьянме; содействовать национальному примирению; создание системы прозрачности и подотчетности государственных учреждений; расширение прав и возможностей местных общин и гражданского общества; поощрение участия в международных делах и защита прав человека.
В рамках подхода по поддержке дальнейшего реформирования, Соединенные Штаты полностью восстановили дипломатические отношения с Мьянмой, вновь открыто Агентство США по международному развитию (USAID) в этой стране, поддерживается миссия по технической помощи со стороны международных финансовых институтов, отменили финансовые и инвестиционные санкции против Мьянмы. Поездка президента Обамы в Бирму в ноябре 2012 года, первый визит сидячем президента США, продемонстрировали неизменную поддержку Соединенных Штатов в Бирму в своих политических и экономических реформ.
Накануне визита президента Обамы, правительство Мьянмы подтвердило свою приверженность 11 принципам, охватывающих вопрос о правах человека, свободу вероисповедания, политических заключённых, этнического примирения, нераспространения оружия и наркотиков, запрет торговли людьми. Эти обязательства включают формирование комитета для рассмотрения политических дел заключённых; проведение политического диалога с этническими меньшинствами; встречи гуманитарных миссий в области Ракхайн и других районов, затронутых конфликтом; предусматривающий создание должности Верховного комиссара ООН по правам человека в Мьянме; позволяет Международному комитету Красного Креста возобновить посещение тюрем. В мае 2013 года президент Тейн Сейн совершил визит в Соединенные Штаты, где подтвердил своё намерение отстаивать все эти демократические обязательства.
Хотя значительный прогресс в стране был достигнут, проблемы остаются, особенно в решении напряженности и предотвращения насилия в штате Ракхайн. Кроме того, многое ещё предстоит сделать для обеспечения уважения прав человека, определить четкую роль для военных, перейти от соглашений о прекращении огня до политического диалога и по улучшению в сфере законности и подотчетности правительства. Соединенные Штаты по-прежнему подчеркивают для мьянманского правительства необходимость толерантности, разнообразия и мирного сосуществования, а для мьянманских военных, чтобы они полностью прекратили военные связи с Северной Кореей. Администрация Мьянмы регулярно консультируется с Конгрессом США, а также союзниками США и другими международными субъектами по вопросам поддержки дальнейших реформ в стране.
В 1989 году военное правительство изменило название страны с Бирмы на «Мьянма». США в официальных документах до сих пор использует название «Бирма» для обозначения этой страны.
С 2000 года USAID оказывает гуманитарную помощь Мьянме. В 2008 году её усилия были направлены на преодоление последствий разрушительного циклона Наргис. В 2012 году помощь USAID была направлена для оказания эффективной и действенной помощи мьянманскому правительству. В ноябре 2012 года президент Обама пообещал выделить 170 миллионов долларов Мьянме в течение двух лет, которые будут направлены на расширение сотрудничества в следующих приоритетных областях: демократия, права человека, верховенство закона; прозрачное управление; мир и примирение; здоровье; экономические возможности и продовольственная безопасность.

## Торговля
В знак признания политического и экономического прогресса после реформ в Мьянме, Соединенные Штаты предприняли конкретные шаги в течение последних двух лет, чтобы помочь ускорить экономический рост в этой стране. В июле 2012 года администрация США издала указ, в котором разрешалось оказывать финансовые услуги американским компаниям в Мьянме. В ноябре 2012 года администрация США издала указ, в котором разрешался ввоз мьянманских товаров в Соединенные Штаты, за исключением жадеита и рубинов. В 2013 году администрация издала указ, в котором разрешалось гражданам США осуществлять большинство сделок в Мьянме — в том числе открытие и ведение финансовых счетов и проведение ряда других финансовых услуг — с четырьмя из крупнейших финансовых институтов Мьянмы: Asia Green Development Bank, Ayeyarwady Bank, Myanmar Economic Bank и Myanmar Investment and Commercial Bank.